# Drásov (powiat Brno)
Drásov – miasteczko i gmina w Czechach, w powiecie Brno, w kraju południowomorawskim. Według danych z dnia 1 stycznia 2014 liczyła 1 561 mieszkańców.